# 沙宅紹明
沙宅 紹明（さたく じょうみょう、生年不詳 - 天武天皇2年（673年））は、百済の貴族、学者。氏は沙吒、名は昭明とも記す。故国の滅亡に伴い、倭国（日本）へ亡命した。

## 経歴
同族に、543年（欽明天皇4年）12月条の上佐平沙宅己婁、660年（斉明天皇6年）7月条の注および同年10月の注に見える大佐平沙宅千福、百済滅亡時に捕虜となり、のちに郭務悰の船団に参加する沙宅孫登がいる。
その人となりは聡明叡智（）で、秀才と称されている。『懐風藻』によれば、大友皇子の学士の一人で、木素貴子・答㶱春初・吉大尚・許率母らとともに賓客（）とされた。文章にも優れ、『藤氏家伝』によると、藤原鎌足の碑を作ったという。
671年（天智天皇10年）1月、法官大輔（律令制下の式部省の次官）の時に、余自信とともに大錦下を授けられた。673年（天武天皇2年）閏6月に死去し、その報に接した天武天皇は驚愕し、外小紫位（のちの従三位相当）を贈り、重ねて故国百済の大佐平の位を与えている。
子孫には、691年（持統天皇5年12月）に銀20両を賜った呪禁博士（）「沙宅万首」、768年（神護景雲2年7月）に無位から従五位下に叙せられた女孺「沙宅万福」らがいる。